# Markham Point
Der Markham Point ist eine Landspitze an der Nordküste Südgeorgiens. Sie markiert die Westseite der Ample Bay in der Bay of Isles.
Der Name erscheint erstmals 1912 auf einer Landkarte des schottischen Forschungsreisenden James Innes Wilson (1882–1940), der Südgeorgien im Dezember 1909 erreichte und von 1909 bis 1914 als Friedensrichter und Postmeister auf der Walfangstation Leith Harbour tätig war. Namensgeber ist vermutlich Clements Markham (1830–1916), graue Eminenz der britischen Polarforschung.